# Helpis gracilis
Helpis gracilis är en spindelart som beskrevs av Gardzinska 1996. Helpis gracilis ingår i släktet Helpis och familjen hoppspindlar. Inga underarter finns listade i Catalogue of Life.